# خانه‌های بریم شماره ۱۷
خانه‌های بریم شماره ۱۷ مربوط به دوره پهلوی دوم است و در آبادان، منطقه مسکونی بریم، پلاک ۱۷ واقع شده و این اثر در تاریخ ۳۰ بهمن ۱۳۸۶ با شمارهٔ ثبت ۲۱۲۰۹ به‌عنوان یکی از آثار ملی ایران به ثبت رسیده است.